# تجمع الدراسات والعمل الاشتراكي في تونس
تجمع الدراسات والعمل الاشتراكي في تونس وتعرف أكثر بحركة آفاق، هي أبرز حركة يسارية ظهرت في ستينات القرن العشرين في تونس. تأسست الحركة عام 1963 في باريس وقد ضمت المجموعة المؤسسة نخبة من المثقفين والطلبة ينتمون لعدد من التيارات الماركسية والقومية. نشأت الحركة في ظروف إعلان الحزب الحر الدستوري الجديد كحزب واحد بعد حظر الحزب الشيوعي التونسي وبتبلور التوجه الاشتراكي للاقتصاد بقيادة الوزير أحمد بن صالح. أصدرت الحركة مجلة سياسية نظرية ناطقة باللغة الفرنسية «آفاق تونسية» نشرت فيها عدة دراسات اقتصادية واجتماعية وأخذت من خلالها مواقف راديكالية من النظام البورقيبي ومن التجربة التعاضدية كما هاجمت الأحزاب الشيوعية الكلاسيكية والاتحاد السوفياتي التي وصفته ب«الإمبريالية الاشتراكية». في صيف 1964 قررت الحركة نقل مركز نشاطها إلى تونس حيث أصبحت أنشط حركة معارضة للرئيس بورقيبة. في جوان 1967 شاركت الحركة في المظاهرات التي شهدتها تونس العاصمة بعد اندلاع حرب الستة أيام، وقبض خلالها على عدد من مناضليها من بينهم الطالب محمد بن جنات الذي حكم عليه 20 سنة أشغال شاقة. عام 1968 أعتقلت السلطات الأمنية عدة مناضلين في الحركة وأحيلوا في جويلية من نفس العام على محكمة أمن الدولة المشكلة حديثا والتي أصدرت بحقهم أحكاما وصلت إلى 16 عاما سجن. أفرج على المعتقلين عام 1970 إثر عفو رئاسي. واستمر وجود الحركة إلى 1975 وفي حين ابتعد عدد من مناضليها عن النشاط السياسي إنخرط البعض الآخر في منظمة العامل التونسي. أحد نشطاء الحركة جيلبار النقاش حكم عليه في 1968 ب14 سنة سجن، ولم يطلق سراحه إلى في 1979.
نشط في الحركة عدة طلبة ومثقفين شغل بعضهم في ما بعد مناصب وزارية في عهد الرئيس زين العابدين بن علي: محمد الشرفي، وزير التربية بين 1989 و1994 وأحمد السماوي الذي تولى وزارة النقل ثم الشؤون الاجتماعية ومنصر الرويسي الذي تولى وزارة الشؤون الاجتماعية ثم وزارة التكوين المهني والتشغيل ثم وزارة التربية. من أبرز الذين انتموا إلى الحركة أيضا مؤسس الحزب الديمقراطي التقدمي أحمد نجيب الشابي، المخرج نوري بوزيد، عبد القادر الزيتوني مؤسس حزب تونس الخضراء والنائب السابق تاج الدين بالرحال.

## وصلات خارجية
- موقع آفاق تونسية الذي يديره أحد الأعضاء السابقين في الحركة (بالفرنسية)